# (Камфорилсульфонил)оксазиридин
(Камфорилсульфонил)оксазиридин — органическое вещество класса оксазиридинов, производное камфора-10-сульфокислоты. Существует в виде двух энантиомеров, оба из которых коммерчески доступны. В органическом синтезе применяется в качестве нейтрального, апротонного, электрофильного и асимметричного окислителя для соединений различных классов.

## Получение
(+)- и (–)-(Камфорилсульфонил)оксазиридины доступны коммерчески в энантиомерно чистой форме. В крупном масштабе их синтезируют окислением соответствующих камфорасульфониминов оксоном или надуксусной кислотой, очищая продукты перекристаллизацией. При этом окисление по связи C=N происходит селективно с эндо-стороны, поэтому в качестве продукта получается лишь один стереоизомер. Исходные камфорасульфонимины получают в три стадии из камфора-10-сульфокислоты.
Различные аналоги (камфорилсульфонил)оксазиридины получают окислением предварительно модифицированных камфорасульфонилиминов.

## Строение и физические свойства
(Камфорилсульфонил)оксазиридин растворим в тетрагидрофуране, хлористом метилене, хлороформе; малорастворим в изопропиловом спирте и этаноле; нерастворим в гексане, пентане и воде.

## Химические свойства
(Камфорилсульфонил)оксазиридины применяются преимущественно в качестве окислителей для различных классов соединений. Так, они способны окислять прохиральные сульфиды в оптически активные сульфоксиды.
(Камфорилсульфонил)оксазиридины окисляют металлорганические реагенты. Так, при действии этого окислителя на фенилмагнийбромид получается фенол, причем при пониженной температуре не наблюдается присоединения реактива Гриньяра к связи C=N побочно образующегося имина. При окислении же виниллитиевых реагентов образуются соответствующие литиевые еноляты в стереоизомерно чистой форме, и далее их можно улавливать триметилсилилхлоридом.
Фосфониевые илиды претерпевают окисление, сопровождающееся формальной димеризацией углеродного скелета, и дают алкены.
{\displaystyle {\mathsf {Ph_{3}P\!\!=\!\!CHR{\xrightarrow[{}]{oxidation}}RCH\!\!=\!\!CHR}}}